# Hartland, Minnesota
Hartland är en ort i Freeborn County i delstaten Minnesota, USA.